# Petăr Šiškov
Petăr Angelov Šiškov (in bulgaro Петър Ангелов Шишков?; Panagjurište, 8 aprile 1924 – 8 settembre 2008) è stato un cestista e allenatore di pallacanestro bulgaro.

## Carriera
Con la Bulgaria ha disputato i Campionati europei del 1951 e i Giochi olimpici di Helsinki 1952.